# Шелонская волость

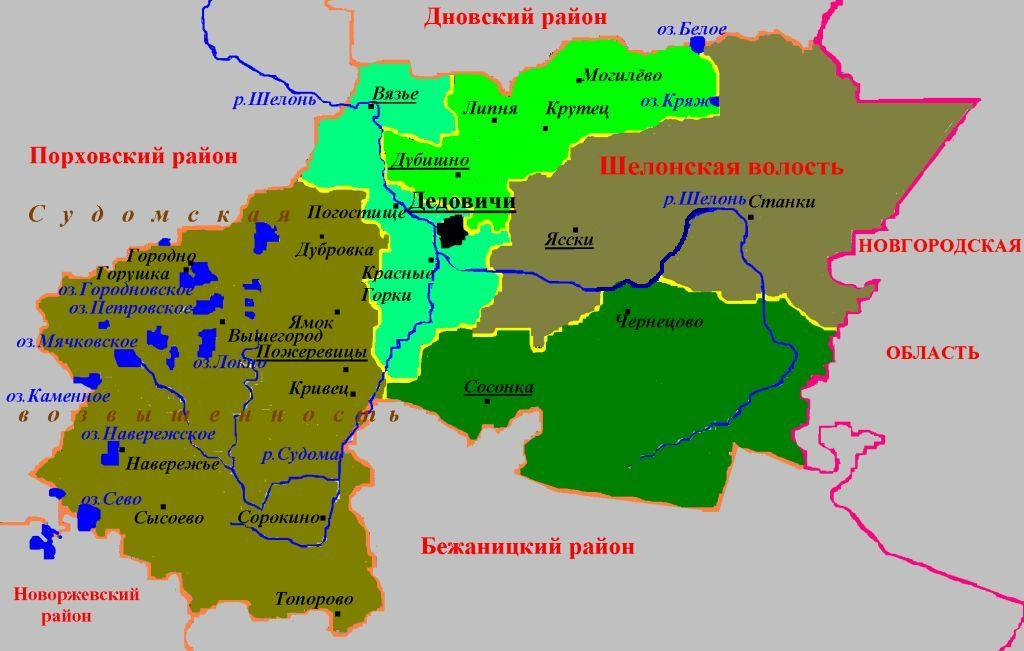
Административное деление Дедовичского района в 2010—2015 гг.

Шелонская волость — административно-территориальная единица 3-го уровня и муниципальное образование со статусом сельского поселения в Дедовичском районе Псковской области России.
Административный центр — деревня Дубишно (ранее до 2015 года был в деревне Ясски).

## География
Территория волости на юго-западе примыкает к пгт Дедовичи, граничит на западе и юге с Вязьевской волостью Дедовичского района, на севере — с Дновским районом Псковской области, на востоке — с Новгородской областью.

## Население
| 2002  | 2010  | 2012  | 2013  | 2014  | 2015 | 2016  |
| ----- | ----- | ----- | ----- | ----- | ---- | ----- |
| 517   | ↗745  | ↘723  | ↘668  | ↘642  | ↘622 | ↗1416 |
| 2017  | 2018  | 2019  | 2020  | 2021  |      |       |
| ↘1357 | ↘1301 | ↘1278 | ↘1263 | ↗1568 |      |       |

## Населённые пункты
В состав Шелонской волости с 2015 года входит 85 населённых пунктов (деревень):
| №  | Населённый пункт | Тип     | Население |
| -- | ---------------- | ------- | --------- |
| 1  | Александрово     | деревня | ↘24       |
| 2  | Алексино         | деревня | ↘0        |
| 3  | Алешня           | деревня | ↘7        |
| 4  | Аничковы Гривы   | деревня | ↘33       |
| 5  | Апросово         | деревня | ↘9        |
| 6  | Белозорево       | деревня | ↗7        |
| 7  | Бельская Лука    | деревня | ↘4        |
| 8  | Березовец        | деревня | ↘5        |
| 9  | Берёзово         | деревня | ↗23       |
| 10 | Боковень         | деревня | ↘5        |
| 11 | Большой Клинец   | деревня | ↘2        |
| 12 | Борок            | деревня | ↘8        |
| 13 | Ветчи            | деревня | ↘7        |
| 14 | Гавшино          | деревня | ↘1        |
| 15 | Гаравицы         | деревня | ↘4        |
| 16 | Гористая         | деревня | →0        |
| 17 | Гостеж           | деревня | →0        |
| 18 | Дубеченок        | деревня | ↘13       |
| 19 | Дубишно          | деревня | ↘370      |
| 20 | Жадиновичи       | деревня | →0        |
| 21 | Жарок            | деревня | →0        |
| 22 | Замостье         | деревня | ↗9        |
| 23 | Заречье          | деревня | ↘2        |
| 24 | Зуевка           | деревня | ↘7        |
| 25 | Карсаковы Гривы  | деревня | ↘7        |
| 26 | Киково           | деревня | ↘20       |
| 27 | Кленива          | деревня | ↘7        |
| 28 | Коруево          | деревня | ↗14       |
| 29 | Костры           | деревня | ↘8        |
| 30 | Котово           | деревня | →2        |
| 31 | Крутец           | деревня | ↘156      |
| 32 | Крутец           | деревня | ↘10       |
| 33 | Крючково         | деревня | ↗3        |
| 34 | Ламовка          | деревня | ↘1        |
| 35 | Ламовы Горки     | деревня | →2        |
| 36 | Лбово            | деревня | ↘23       |
| 37 | Лешино           | деревня | ↘5        |
| 38 | Липня            | деревня | ↘80       |
| 39 | Лихачевка        | деревня | ↗30       |
| 40 | Маковье          | деревня | ↘5        |
| 41 | Малый Клинец     | деревня | ↘9        |
| 42 | Межник           | деревня | →0        |
| 43 | Мишино           | деревня | ↘5        |
| 44 | Могилево         | деревня | ↘31       |
| 45 | Мостки           | деревня | ↗10       |
| 46 | Негодицы         | деревня | ↘0        |
| 47 | Нивы             | деревня | →0        |
| 48 | Новики           | деревня | →0        |
| 49 | Новое Заполье    | деревня | →0        |
| 50 | Новый Борок      | деревня | ↗14       |
| 51 | Овинец           | деревня | ↗5        |
| 52 | Острая Лука      | деревня | ↘15       |
| 53 | Острый Камень    | деревня | →2        |
| 54 | Перекрасная      | деревня | →0        |
| 55 | Першево          | деревня | ↘0        |
| 56 | Плещевка         | деревня | ↘9        |
| 57 | Погорелое        | деревня | ↗24       |
| 58 | Подсобляево      | деревня | ↘6        |
| 59 | Пруды            | деревня | ↘17       |
| 60 | Пружково         | деревня | ↘70       |
| 61 | Пуково           | деревня | ↘20       |
| 62 | Раменье          | деревня | →0        |
| 63 | Раслово          | деревня | ↘2        |
| 64 | Рёлка            | деревня | ↗12       |
| 65 | Рисково          | деревня | ↗2        |
| 66 | Рои              | деревня | ↘20       |
| 67 | Северное Устье   | деревня | →34       |
| 68 | Северо           | деревня | ↘7        |
| 69 | Селище           | деревня | ↘0        |
| 70 | Склево           | деревня | ↘9        |
| 71 | Сойки            | деревня | ↘0        |
| 72 | Сосница          | деревня | →0        |
| 73 | Станки           | деревня | ↘135      |
| 74 | Старый Борок     | деревня | ↘4        |
| 75 | Сухинькино       | деревня | ↘0        |
| 76 | Точки            | деревня | ↘26       |
| 77 | Третье Заполье   | деревня | ↘1        |
| 78 | Тюриково         | деревня | ↘0        |
| 79 | Тютьково         | деревня | ↘0        |
| 80 | Тягуще           | деревня | ↘140      |
| 81 | Хверщевка        | деревня | →0        |
| 82 | Чернево          | деревня | ↘22       |
| 83 | Шилово           | деревня | ↘57       |
| 84 | Ярилово          | деревня | ↘1        |
| 85 | Ясски            | деревня | ↘152      |

## История
Постановлением Псковского областного Собрания депутатов от 26 января 1995 года все сельсоветы в Псковской области были переименованы в волости, в том числе Шелонский сельсовет (до 1989 года — Ясский сельсовет) был превращён в Шелонскую волость.
Постановлением Псковского областного Собрания депутатов от 30 января 1997 года на части территории Шелонской волости была создана Дубишенская волость, а центр Шелонский волости был перенесён из деревни Лбово в деревню Ясски.
Законом Псковской области от 28 февраля 2005 года в её границах было также создано муниципальное образование Шелонская волость со статусом сельского поселения с 1 января 2006 года в составе муниципального образования Дедовичский район со статусом муниципального района.
На референдуме 11 октября 2009 год было поддержано объединение Станковской (д. Станки) и Шелонской (д. Ясски) волостей; Крутецкой (д. Крутец) и Дубишенской (д. Дубишно) волостей. Законом Псковской области от 3 июня 2010 года была упразднена Станковская волость, территория которой 1 июля 2010 года включена в состав Шелонской волости; также была упразднена Крутецкая волость в пользу Дубишенской волости.
В состав Шелонской волости с 2010 до 2015 года входило 49 деревень: Алексино, Апросово, Боковень, Большой Клинец, Гаравицы, Гостеж, Гористая, Жарок, Зуевка, Киково, Кленива, Костры, Коруево, Крючково, Крутец, Ламовка, Ламовы Горки, Лешино, Лихачевка, Маковье, Малый Клинец, Мишино, Мостки, Новый Борок, Новики, Новое Заполье, Острый Камень, Перекрасная, Першнево, Плещевка, Подсобляево, Погорелое, Раслово, Рисково, Северное Устье, Северо, Склево, Станки, Сойки, Сосница, Старый Борок, Сухинькино, Точки, Третье Заполье, Тюриково, Тягуще, Хверщевка, Чернево, Ясски.
Законом Псковской области от 30 марта 2015 года в состав Шелонской волости 11 апреля 2015 года была включена упразднённая Дубишенская волость, а деревня Дубишно стала центром объединённой Шелонской волости.